# Combray

Combray este o comună în departamentul Calvados, Franța. În 1 ianuarie 2022 avea o populație de 143 de locuitori.